# Markus Majowski

Markus Majowski (2015)

Markus Majowski (* 29. April 1964 in West-Berlin) ist ein deutscher Schauspieler und Komiker.

## Leben und Karriere
Der Sohn eines Cellisten der Berliner Philharmoniker absolvierte von 1983 bis 1987 die Schauspielschule von Else Bongers in West-Berlin, wo er sein Theaterdebüt gab. Parallel dazu machte er eine Gesangsausbildung.

### Theater und Fernsehen
Im Anschluss an ein Engagement am Fränkisch-Schwäbischen Städtetheater (heute Landestheater Dinkelsbühl) kehrte Majowski 1989 nach Berlin zurück und spielte dort ständig an der Komödie, am Theater am Kurfürstendamm und am Renaissance-Theater. Er war darüber hinaus fünf Jahre festes Ensemblemitglied beim magazin, der off-Theater Bühne von Martin Wölffer.
Nach einem Auftritt in drei Episoden der Schwarzwaldklinik ist Majowski seit 1988 in Film und Fernsehen tätig.
Darauf folgten vor allem Rollen im komischen Fach, sei es im Fernsehen (Höllische Nachbarn) oder im Film (7 Zwerge), aber auch tragische (Die Rote Meile) oder ernste Rollen (als Assistent des Tatort-Kommissars Brinkmann). Von 2002 bis 2008 war Majowski in der Sat.1-Comedy-Serie Die Dreisten Drei – Die Comedy-WG zu sehen. Vom 14. Mai 2007 bis zum 2. Juni 2007 nahm er an der RTL-Show Let’s Dance als Wettstreiter teil und erreichte den siebten Platz unter zehn Tanzteams.
Im Mai und Juni 2010 spielte er eine der Hauptrollen in der Komödie Ein Heimspiel von Charles Lewinsky in der Komödie im Marquardt in Stuttgart. Im Sommer 2011 stellte Markus Majowski bei den Karl-May-Spielen Bad Segeberg im Stück Der Ölprinz an der Seite von Erol Sander den „Kantor Hampel“ dar.
Im Mai, Juni und Juli 2012 spielte Markus Majowski die Hauptrolle in Der Mann der sich nicht traut von Curth Flatow im Theater am Dom in Köln. Regie führte Jürgen Wölffer.
Im Sommer 2013 und 2014 spielte er die Rolle des „Volker“ in der Neuinszenierung der Nibelungen von Dieter Wedel bei den Nibelungenfestspielen (Born To Die) sowie (Born This Way) in Worms.
2015 spielte er bei den Bad Hersfelder Festspielen in der Komödie der Irrungen (Inszenierung: ebenfalls Dieter Wedel) und in Sommernachts-Träumereien mit. Beim Kinderstück Die Eule führte er Regie. 2016 kehrte er für die Wiederaufnahme von Sommernachts-Träumereien nach Bad Hersfeld zurück und übernahm eine Hauptrolle in Der Kredit von Jordi Galceran.
Im Januar 2017 nahm er an der 11. Staffel von Ich bin ein Star – Holt mich hier raus! teil. Nach einer Schatzsuche wurde Majowski seiner Meinung nach nicht schnell genug entfesselt und drohte mit einer Strafanzeige. Er belegte den zehnten Platz.
Im Frühjahr 2017 spielte Majowski die Titelrolle in der französischen Komödie Die Nervensäge an der Komödie Frankfurt am Main.
Im Sommer 2017 kehrte Majowski zu den Festspielen nach Bad Hersfeld zurück und übernahm insgesamt 20 Rollen (u. a. Mr. Memory) in Die 39 Stufen nach Alfred Hitchcock.

### Werbung
Für ein breites Publikum wurde er erst durch das Werbefernsehen zu einer festen Größe. Ab 1997 verkörperte er in zahlreichen Spots über insgesamt zehn Jahre für die Deutsche Telekom den freundlichen und humorvollen Verkäufer T. Neumann, der alleine oder mit prominenten Partnern wie Jan Ullrich, Rudi Carrell, Nina Hagen und Udo Lindenberg „Telefone mit ohne Schnur“ empfahl.
Majowski ist auch im Bereich Parteiwerbung tätig; zur Bundestagswahl 1994 trat er in einem Wahlwerbespot der PDS auf, 2009 warb er in einem Video für das team2009 der CDU, deren Mitglied er ist. In diesem betonte er, ein „echter Fan“ von Angela Merkel zu sein. Weiterhin erklärte er in dem Video, er habe „in den letzten Jahren festgestellt, dass während der Regierungszeit von Angela Merkel Deutschland einfach schöner geworden ist“ (siehe auch: Testimonial). Die Junge Union entfernte den Videoclip nach wenigen Wochen auf Wunsch von Majowski von ihrer Website.
Majowski machte auch jahrelang Werbung für Wiesenhof sowie für die „Deutsche Kautionskasse“. Für die Deutsche Telekom stand er 2015 wieder vor der Kamera.

### Sonstiges
- Gemeinsam mit seinem Sohn und seiner Ehefrau lebt der Schauspieler in Berlin. Sein Neffe Alexander Schäfer war ebenfalls als Schauspieler tätig.
- Majowski unterstützte 2009 zusammen mit der Jungen Union Berlin die Initiative Pro Reli.[9]
- Majowski engagiert sich ehrenamtlich als Botschafter für den gemeinnützigen Verein Trauerland – Zentrum für trauernde Kinder und Jugendliche e. V. in Bremen.[10]
- Er ist Botschafter des Deutschen Kinderhilfswerkes.[11]
- 2004 spielte er den Zwerg „Cookie“ in 7 Zwerge, an der Fortsetzung konnte er jedoch nicht mitwirken, da er zum Zeitpunkt des Drehs bereits vertraglich an das Theaterhaus Hamburg gebunden war.[12]
- Am 25. April 2013 kam seine Autobiografie Markus, glaubst du an den lieben Gott? auf den Markt, in der er u. a. über seine Drogen- und Alkoholsucht und über seine Bisexualität schrieb.[13]
- Majowski bekennt sich öffentlich zu seinem christlichen Glauben. Er ist evangelisch.[14][15]
- Außerdem ist Majowski als Buchautor tätig; die Kinderbücher „Modjo & Mütze“ sind zu einem Theaterprojekt gewachsen. Gemeinsam mit Joern Hinkel, dem Regieassistenten von Dieter Wedel und heutigen Künstlerischen Leiter der Festspiele Bad Hersfeld, entstand 2014 in Worms „Das Blaue Haus“ mit der Jugendgruppe „Nibelungenhorde“ e. V. Das Theaterstück befasst sich mit der Geschichte des vermeintlich friedlichen Widerstands gegen einen weltweit agierenden Lebensmittelkonzern, der, obwohl Wasser ein Menschenrecht ist, damit weltweit Geschäfte macht und das nicht immer auf legale Weise. Bundesweit haben sich Jugendliche gemeldet, um bei diesem Projekt mit dabei zu sein. Die Aufführungen waren ausverkauft. Zusammen mit seinen Koautoren Janina AufderMauer und Joern Hinkel entwickelte Majowski daraus eine Fernsehserie.
- Seit 2024 sieht man den Künstler auf seinem Tiktok-Kanal @mmarkusmajowski Werbung für eine Vertriebsagentur im Bereich Edelmetalle schalten sowie von eigenen Erfahrungen berichten. Er bietet sich als Berater für Sparpläne in physischen Edelmetallen (wie Gold, Silber und Platin) zur Altersvorsorge oder Rentensicherung an.[16]

## Filmografie (Auswahl)
- 1987: Die Schwarzwaldklinik
- 1992: Die Bombe tickt (NDR-Fernsehspiel)
- 1992: Otto – Der Liebesfilm
- 1995: Im Sog des Bösen (Deadly Measures)
- 1997: Rossini – oder die mörderische Frage, wer mit wem schlief
- 1998: Totalschaden (Fernsehfilm)
- 1998: Das Amt in Berlin (RTL-Special zur Fernsehserie)
- 1998: Höllische Nachbarn (RTL-Fernsehspiel)
- 1998: Mulan (Synchronsprecher)
- 1998–2004: Der letzte Zeuge (ZDF-Reihe)
- 1999: Late Show (Kino)
- 1999: Die Rote Meile (Sat.1-Serie)
- 2000: Höllische Nachbarn – Nur Frauen sind schlimmer (RTL-Fernsehspiel)
- 2000: Höllische Nachbarn – Chaos im Hotel (RTL-Fernsehspiel)
- 2000: Tatort – Nach eigenen Gesetzen
- 2001: Duell – Enemy at the Gates (Kino)
- 2002–2008: Die Dreisten Drei – Die Comedy-WG (Sat.1-Serie)
- 2004: 7 Zwerge – Männer allein im Wald
- 2004: Mulan 2 (Synchronsprecher)
- 2006: Tierärztin Dr. Mertens (Fernsehserie, Folge Ein Krokodil im Handgepäck)
- 2008: Zwerg Nase (Fernsehfilm)
- 2010: Alarm für Cobra 11 – Die Autobahnpolizei (Fernsehfilm)
- 2010: Beppo (Festivalfilm)
- 2011: Der Schlunz – die Serie (Fernsehserie)
- 2011: Herzflimmern – Liebe zum Leben (Fernsehserie, Folge 227–234)
- 2013: Dora Heldt: Ausgeliebt (Fernsehfilm)
- 2014: Dora Heldt: Unzertrennlich (Fernsehfilm)
- 2017: Ich bin ein Star – Holt mich hier raus!
- 2017: Das perfekte Promi-Dinner – Dschungelspezial
- 2023: Kreuzfahrt ins Glück – Hochzeitsreise nach Ligurien (Fernsehreihe)
- 2025: Gute Zeiten, schlechte Zeiten (Fernsehserie, Folge 8332–8333)[17]